# Голубые береты
Ансамбль «Голубые береты» — коллектив Министерства обороны Российской Федерации и СССР, который входит в состав Ансамбля песни и пляски Воздушно-десантных войск РФ..

## История

### Самодеятельный коллектив
Самодеятельный вокально-инструментальный ансамбль «Голубые Береты» был организован в 350-м парашютно-десантном полку 103-й ВДВ в Афганистане группой энтузиастов в составе: старшего лейтенанта Ярового Сергея, лейтенанта Туркина Владимира, прапорщика Гонцова Олега, сержанта Лыссова Тариха.
Первым руководителем коллектива стал секретарь комитета комсомола полка Сергей Яровой.
Днем образования ансамбля считается 19 ноября 1985 года. В этот день состоялся первый концерт группы перед бойцами 350-го полка.
В состав группы вошли:
- полковник Сергей Яровой — художественный руководитель, гитара, вокал, автор музыки.
- ст. прапорщик Олег Гонцов — гитара, вокал, автор музыки и текстов.
- старшина Сергей Исаков — барабаны, вокал.
- полковник Юрий Слатов — бас-гитара, звукооператор.
- рядовой Игорь Иванченко — клавишные, вокал.
- лейтенант Владимир Туркин — конферансье, автор текстов.
- старший лейтенант Валерий Панченко — звукооператор.

Репетировать приходилось в основном по ночам, так как все участники группы были из боевых подразделений и постоянно находились на боевых действиях.
Первые самостоятельные песни — «Афганистан», «Память», «Серпантин», «Война не прогулка», «Знамя гвардейского полка». В первый концерт также вошла песня «Синева». Музыку для которой пришлось писать заново. Написанная в 1974 году, до нашего времени не дошла.
В мае 1986 г. Сергей Исаков поступил в Новосибирское высшее военное училище. За барабаны пересел Тарих Лыссов, а бас-гитару взял новый член коллектива — Стас Уфимцев.
Концерты в основном проходили в клубе полка перед сослуживцами, а также в частях кабульского гарнизона.
В феврале 1987 года вместо Иванченко и Уфимцева пришли мл. с-т Александр Рогачев — клавишные, вокал, аранжировки и ст. с-т Марат Абашев — бас-гитара.
Этим составом была записана первая пластинка на студии «Мелодия» в Ташкенте. После этого «Голубые Береты» стали лауреатами фестиваля народного творчества и Всесоюзного телевизионного конкурса «Когда поют солдаты».
В июне 1987 года все участники группы, кроме О. Гонцова, возвращаются в Советский Союз. И сразу же первые гастроли в городе Омске. В этой поездке вместо О. Гонцова, оставшегося в Афганистане, пел и играл на гитаре победитель конкурса «Когда поют солдаты» среди авторов-исполнителей, участник войны в Афганистане старший лейтенант Юрий Слатов. После гастролей уволились в запас и уехали по домам М. Абашев, А. Рогачев и Т. Лыссов.
С июля 1987 года Яровой и Слатов начали формировать новый состав группы. Начались репетиции. В сентябре состоялся первый концерт «Голубых Беретов» в новом составе. В него вошли:
- капитан Яровой Сергей — руководитель, гитара, вокал, автор музыки.
- старший лейтенант Слатов Юрий — бас- гитара, вокал, автор многих песен.
- рядовой Римша Виктор — лидер гитара, вокал, аранжировки, звукооператор.
- рядовой Рожков Евгений — клавишные, аранжировки.
- рядовой Сердечный Егор — барабаны.

Начались поездки по ВДВ, ВТА, другим частям Вооруженных сил Советского Союза, гастрольные поездки по городам страны. В период развала Союза, где находились десантники, там пели свои песни «Голубые Береты».
Армения, Азербайджан, Грузия, Туркменистан, Узбекистан, Казахстан, Литва, Латвия, Приднестровье, Молдавия, Украина, Абхазия, Южная Осетия — это далеко не полный список боевых поездок ансамбля. Результатом стало огромное количество песен, написанных Ю. Слатовым под впечатлением от этих командировок. И как итог — новый альбом ансамбля «Вот и кончилась война».
В июне 1988 года закончился срок службы у ст. сержантов Римши, Сердечного и Рожкова. Тяжелейший период. Нужно было искать им замену и в скорейшие сроки вводить новых участников группы в строй. Нашли клавишника в дивизии им. Ф.Дзержинского, остальных — в наших десантных частях. Новый состав группы выглядел так:
- майор Сергей Яровой — руководитель, гитара, вокал.
- капитан Юрий Слатов — концертный директор, бас-гитара, вокал, автор большинства песен.
- рядовой Глеб Разумов — клавишные, вокал, аранжировки.
- рядовой Алим Хамизов — лидер-гитарист, аранжировщик.
- рядовой Михаил Гуров — барабаны.
- рядовой Денис Калмыков — звукооператор.

В период работы этого состава в большей степени приходилось летать по ВДВ, ВТА, частям ВС России, не забывая про гастрольную работу.

В июне 1991 года уволился в запас Разумов, в ноябре — Хамизов, Гуров и Калмыков. Начался поиск талантов по ВДВ. В результате оформился состав, действующий и поныне. 
К тому же с гражданки вернулся Егор Сердечный.
Пятое поколение ансамбля. Июль 1991, по настоящее время:
- полковник Сергей Яровой — руководитель, гитара, вокал.
- полковник Юрий Слатов — автор большинства песен, бас-гитара, вокал, директор группы.
- старший прапорщик Егор Сердечный — барабаны, звукорежиссёр
- старший прапорщик Денис Платонов — клавишные, вокал, аранжировки, автор музыки и текстов.
- прапорщик Дмитрий Вахрушин — лидер-гитарист, аранжировщик, автор музыки и текстов.
- В период с 1993 по 1995 в ансамбле служили рядовой Константин Ефремов — звукорежиссер и рядовой Виталий Марус.

## Штатный ансамбль ВДВ
В 1991 году ансамбль «Голубые Береты» становится штатным отдельным концертным ансамблем ВДВ. Это позволило сохранить состав ансамбля до сих пор. Огромная заслуга в этом полковника Золотарева Евгения Борисовича. Помогли в этом и командующий ВДВ генерал-полковник Подколзин Евгений Николаевич, а также начальник политотдела ВДВ генерал-лейтенант Смирнов Сергей Михайлович.
Ансамбль получил возможность заниматься творческой работой. Это не мешало по-прежнему бывать во всех горячих точках, работать в частях ВДВ, заниматься гастрольной деятельностью. "Голубые береты" исполняли свои песни во многих регионах России, включая маленькие города и поселки, самые дальние заставы и гарнизоны. Побывали на всех флотах. Также, за период с 1985 по 2020 годы группа записала одиннадцать альбомов.

## Дискография
1. Грампластинки
  1. «Голубые береты» (1987)
  2. «Память» (1988)
  3. «Вот и кончилась война» (1990)

1. Номерные альбомы
  1. «От войны до войны» (1994, в 2002 г. переиздан)
  2. «Эх, Доля…» (1996, в 2002 г. переиздан)
  3. «Грустит настольный календарь» (1997, в 2002 г. переиздан)
  4. «Раненый город» (2002)
  5. «Посвящение» (2005)
  6. «Минное поле» (2009)
  7. «Не стесняйтесь наград, мужики…» (2019)
2. Сборники
  1. «Голубые береты — лучшие песни» (2000)
  2. «Память. Избранное». Серия «Лучшие песни России» (2001)
  3. «Сборник лучших песен» (2002)
  4. «25 лет (Золотые хиты)» (2011)
  5. «50 лучших песен» (2011)
3. DVD
  1. Документальный фильм «Голубые береты. Песни нашей жизни» (2006) производство студии «ВДВ-ФИЛЬМ», ТПЦ «Содружество»
  2. Видеоальбом «Голубые береты. Избранное» (2007) производство студии «ВДВ-ФИЛЬМ», ТПЦ «Содружество»

### Сольное творчество участников группы
В 2006—2007 годах среди поклонников группы ограниченным тиражом через сайт «Автомат и Гитара» распространялись сольные альбомы Юрия Слатова и Дениса Платонова.
- Юрий Слатов
  - «Жизни моей черновик» (2006) — альбом является ремастерингом записей 1992 года.
  - «Дождливое лето» (2006)
  - «Моя война. Записки замполита роты» (2006) — в альбом вошли песни Юрия Слатова, написанные в период службы в Афганистане. В 2013 году альбом официально переиздан приложением к книге Юрия Слатова «Моя война».
- Денис Платонов
  - Мини-альбомы «Полосатая натура» и «Музыка снов» (2006)
- Сергей Яровой
  - В 2014 году Сергеем Яровым в соавторстве с Денисом Платоновым и Сергеем Цветковым записан сольный альбом «Вдалеке».

## Награды ансамбля
- Премия «Кремлёвский грандъ» (2007)[5]
- Приз и диплом «Лучший музыкальный фильм» («Голубые береты. Избранное») на международном кинофестивале «Десант—2007»
- Орден «Гордость России» (2008)
- Премия «Шансон года 2011»